# Горталово
Горталово (болг. Горталово) — село в Болгарии. Находится в Плевенской области в 15 км юго-восточнее — областного центра — города Плевен, на река Чернелка, входит в общину Плевен. Население села — 201 человек.
Село было переименовано в честь героя русско-турецкой войны 1877—1878 гг. майора Владимирского пехотного полка Ф. М. Горталова, прежнее название — Карагуй.

## Политическая ситуация
Горталово подчиняется непосредственно общине и не имеет своего кмета.
Кмет (мэр) общины Плевен — Найден Маринов Зеленогорски (коалиция в составе 3 партий: Демократы за сильную Болгарию (ДСБ), Болгарский земледельческий народный союз (БЗНС), Союз демократических сил (СДС)) по результатам выборов.

## Фото

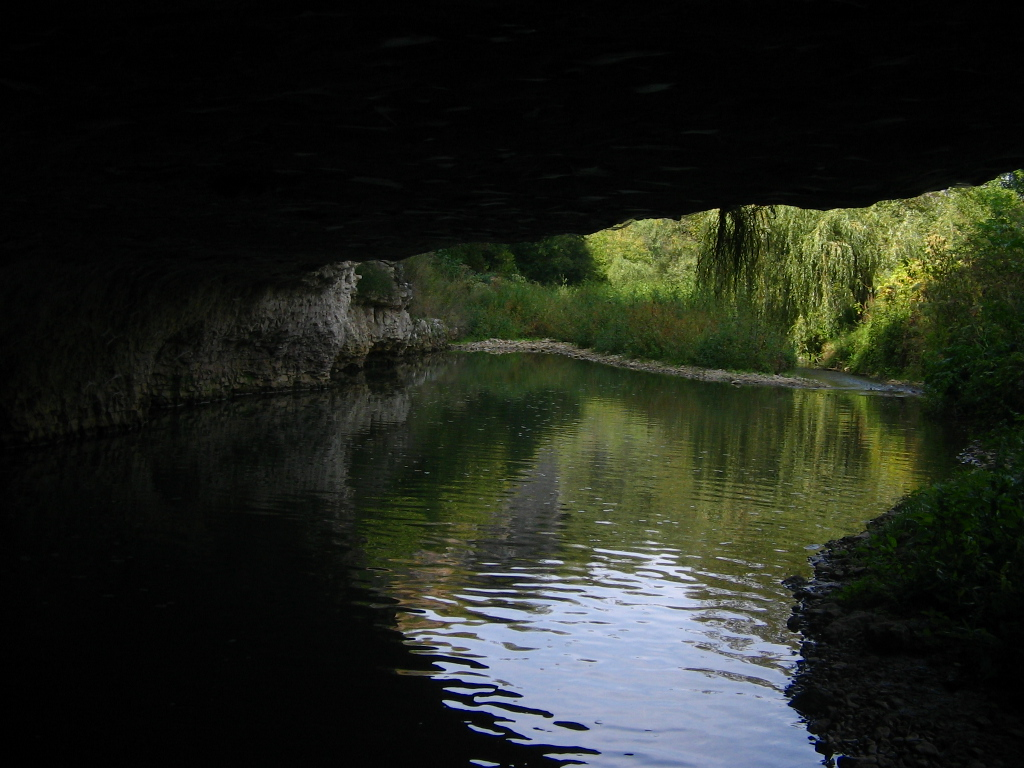

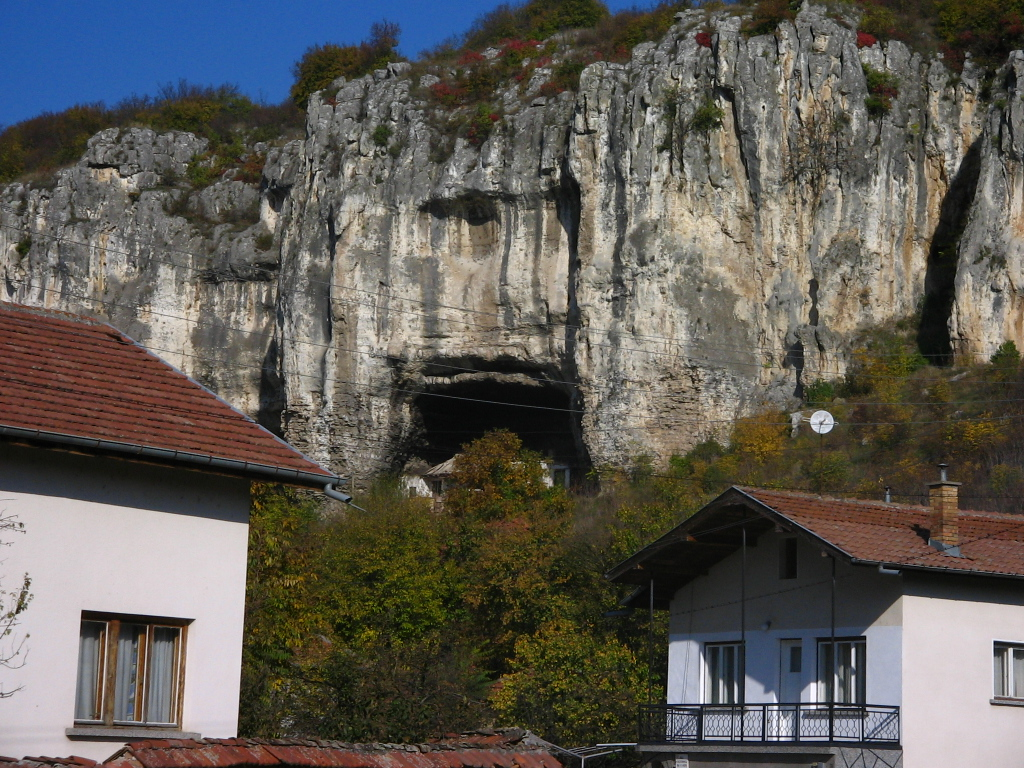
Горталовская пещера
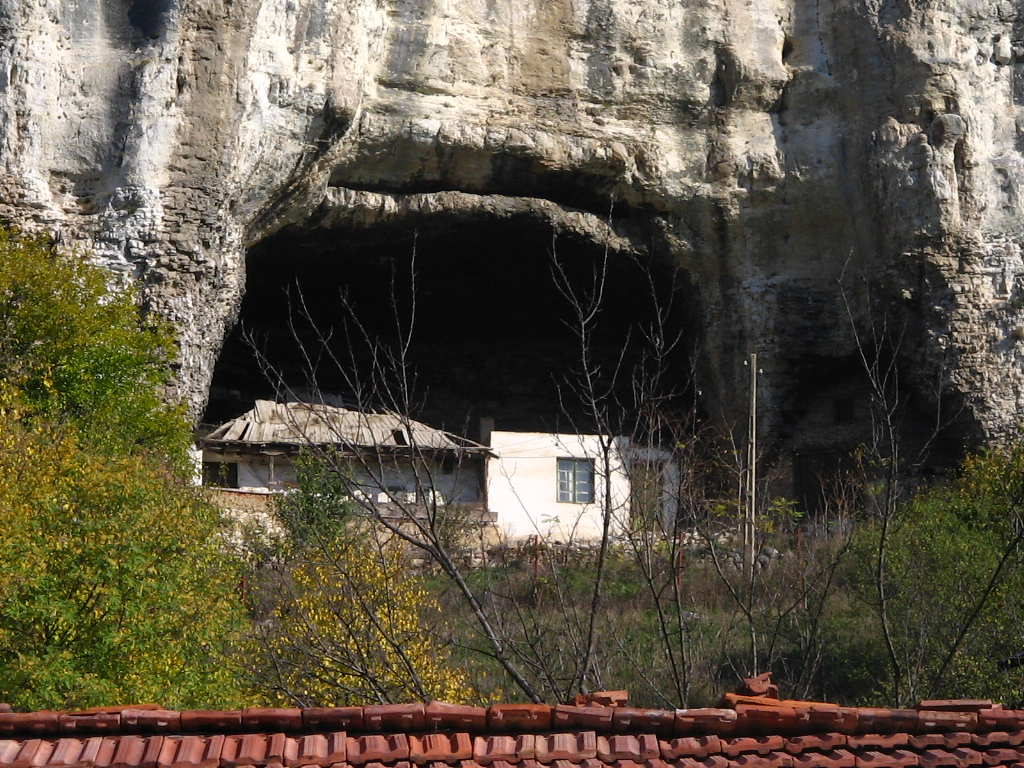
Горталовская пещера